# Heinrich Faber

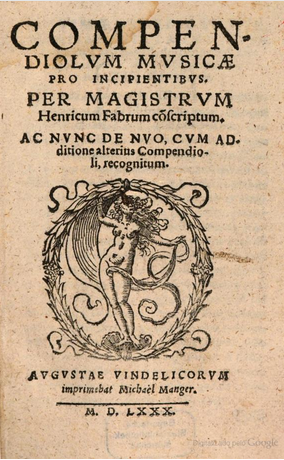
Compendio Musicale di Heinrich Faber (1500-1552)

Heinrich Faber (Lichtenfels, p. 1500 – Oelsnitz, 26 febbraio 1552) è stato un compositore, cantore e teorico musicale tedesco.

## Biografia
Nato in Baviera, divenne cantore presso la corte di Cristiano II di Danimarca a Copenaghen, dove rimase dal 1515 al 1524. Studiò poi a Wittenberg, dove divenne lettore presso l'università nel 1551. Morì a Oelsnitz.
Egli è noto per alcuni trattati di teoria musicale, e per il suo libro per principianti, Compendiolum musicae del 1548, che fu il libro più usato nelle scuole luterane fra il XVI ed il XVII secolo, ed oggi è un'importante fonte di composizioni a due voci del periodo.
La Heinrich-Faber Musikschule Lichtenfels ha preso il nome da lui.

## Opere
- Compendiolum musicae (1548)
- Ad musicam practicam introductio (1550)